# Ecotrans Ladies Open 2024
ecotrans Ladies Open 2024 byl tenisový turnaj na ženském profesionálním okruhu WTA Tour, hraný v Rot-Weiß Tennis Clubu. Devadesátý sedmý ročník German Open probíhal mezi 17. a 23. červnem 2024 v německé metropoli Berlíně na otevřených travnatých dvorcích.
Turnaj dotovaný 922 573 eury patřil do kategorie WTA 500. Nejvýše nasazenou singlistkou se stala americká světová dvojka Coco Gauffová. V semifinále ji vyřadila deblová spoluhráčka Pegulaová. Do dvouhry nastoupilo osm z deseti členek Top 10. V důsledku invaze Ruska na Ukrajinu na konci února 2022 řídící organizace tenisu ATP, WTA a ITF s grandslamy rozhodly, že ruští a běloruští tenisté mohli dále na okruzích startovat, ale do odvolání nikoli pod vlajkami Ruska a Běloruska.
Pátý singlový titul na okruhu WTA Tour, a první na trávě, vybojovala 30letá světová pětka Jessica Pegulaová ze Spojených států, která ve finále odvrátila pět mečbolů. Čtyřhru ovládly Číňanky Wang Sin-jü a Čeng Saj-saj, které získaly druhou společnou trofej.

## Rozdělení bodů a finančních odměn

### Rozdělení bodů
| Soutěž  | Soutěž | vítězky | finalistky | semifinalistky | čtvrtfinalistky | 16 v kole | 32 v kole | Q  | Q2 | Q1 |
| ------- | ------ | ------- | ---------- | -------------- | --------------- | --------- | --------- | -- | -- | -- |
| dvouhra | [ 3 ]  | 500     | 325        | 195            | 108             | 60        | 1         | 25 | 13 | 1  |
| čtyřhra | [ 7 ]  | 500     | 325        | 195            | 108             | 1         | —         | —  | —  | —  |

### Finanční odměny
| Soutěž                                | Soutěž      | vítězky   | finalistky | semifinalistky | čtvrtfinalistky | 16 v kole | 32 v kole | Q2      | Q1      |
| ------------------------------------- | ----------- | --------- | ---------- | -------------- | --------------- | --------- | --------- | ------- | ------- |
| dvouhra                               | [ 3 ] [ 8 ] | 123 480 € | 76 225 €   | 44 525 €       | 21 660 €        | 11 823 €  | 8 542 €   | 7 010 € | 4 200 € |
| čtyřhra                               | [ 7 ]       | 41 210 €  | 24 970 €   | 14 280 €       | 7 400 €         | 4 470 €   | —         | —       | —       |
| částky ve čtyřhře jsou uváděny na pár |             |           |            |                |                 |           |           |         |         |

## Ženská dvouhra

### Nasazení

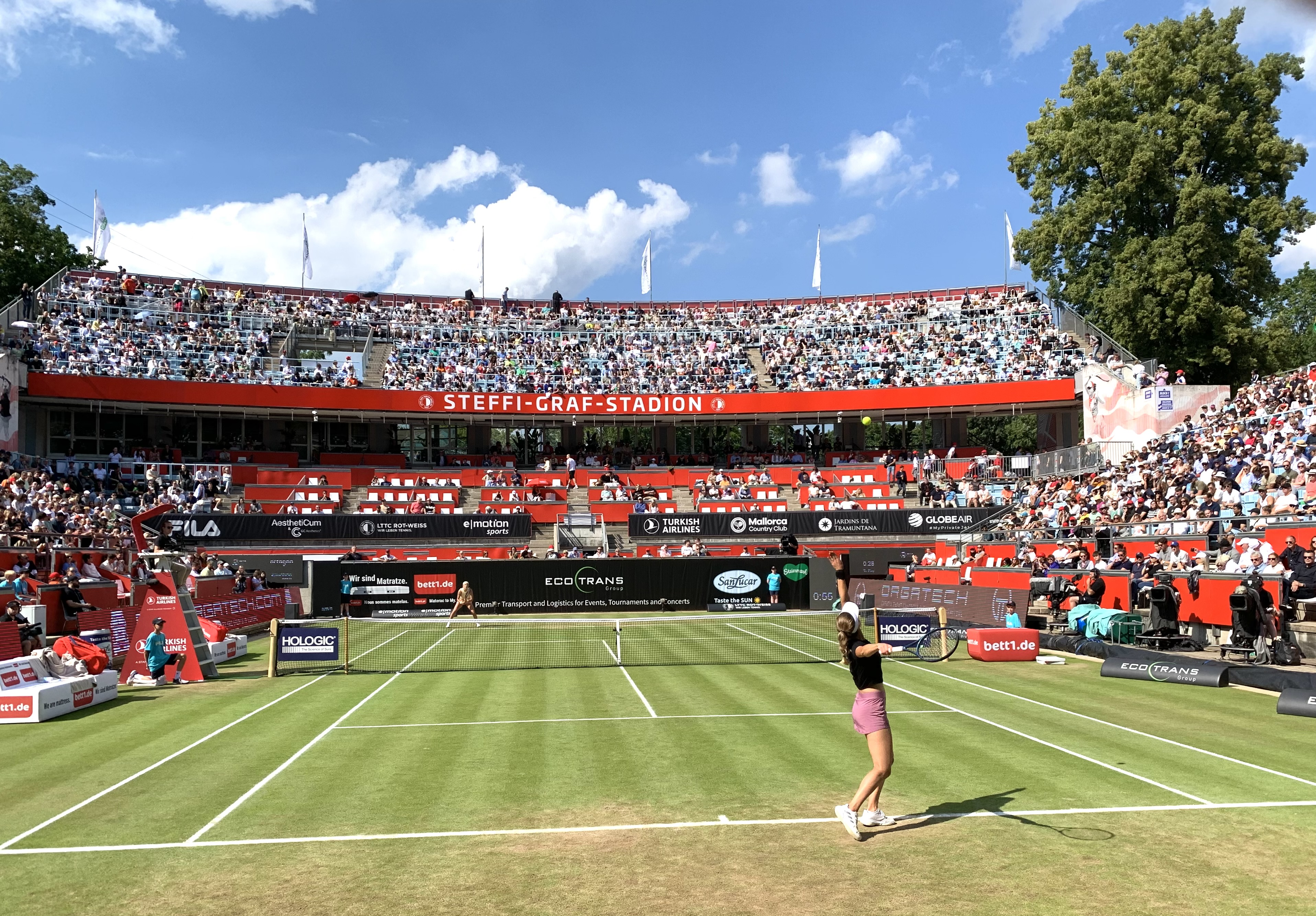
V semifinále podávající Kalinská proti Azarenkové

| Stát                           | Hráčka              | WTA | Nasazení |
| ------------------------------ | ------------------- | --- | -------- |
| USA                            | Coco Gauffová       | 2.  | 1.       |
|                                | Aryna Sabalenková   | 3.  | 2.       |
| Kazachstán                     | Jelena Rybakinová   | 4.  | 3.       |
| USA                            | Jessica Pegulaová   | 5.  | 4.       |
| Česko                          | Markéta Vondroušová | 6.  | 5.       |
| Čína                           | Čeng Čchin-wen      | 8.  | 6.       |
| Řecko                          | Maria Sakkariová    | 9.  | 7.       |
| Tunisko                        | Ons Džabúrová       | 10. | 8.       |
| Žebříček WTA k 10. červnu 2024 |                     |     |          |

### Jiné formy účasti
Následující hráčky obdržely divokou kartu do hlavní soutěže:
- Angelique Kerberová
- Jule Niemeierová
- Naomi Ósakaová
- Donna Vekićová

Následující hráčky postoupily z kvalifikace:
- Nao Hibinová
- Veronika Kuděrmetovová
- Rebeka Masárová
- Kateřina Siniaková
- Zeynep Sönmezová
- Wang Sin-jü

Následující hráčka postoupila z kvalifikace jako šťastná poražená:
- Arantxa Rusová

### Odhlášení
před zahájením turnaje
- Caroline Garciaová → nahradila ji  Arantxa Rusová
- Jasmine Paoliniová → nahradila ji  Emma Navarrová
- Anastasija Pavljučenkovová → nahradila ji  Linda Nosková
- Iga Świąteková → nahradila ji   Anna Kalinská

## Ženská čtyřhra

### Nasazení
| Stát                                                                       | Hráčka                      | Stát      | Hráčka            | WTA | Nasazení |
| -------------------------------------------------------------------------- | --------------------------- | --------- | ----------------- | --- | -------- |
| USA                                                                        | Nicole Melichar-Martinezová | Austrálie | Ellen Perezová    | 18. | 1.       |
| Nizozemsko                                                                 | Demi Schuursová             | Brazílie  | Luisa Stefaniová  | 29. | 2.       |
| Ukrajina                                                                   | Ljudmyla Kičenoková         | Ukrajina  | Nadija Kičenoková | 52. | 3.       |
| USA                                                                        | Coco Gauffová               | USA       | Jessica Pegulaová | 56. | 4.       |
| Žebříček WTA k 10. červnu 2024; číslo je součtem umístění obou členek páru |                             |           |                   |     |          |

### Jiné formy účasti
Následující páry obdržely divokou kartu do čtyřhry:
- Viktoria Azarenková /  Paula Badosová
- Jule Niemeierová /  Noma Noha Akugueová

## Přehled finále

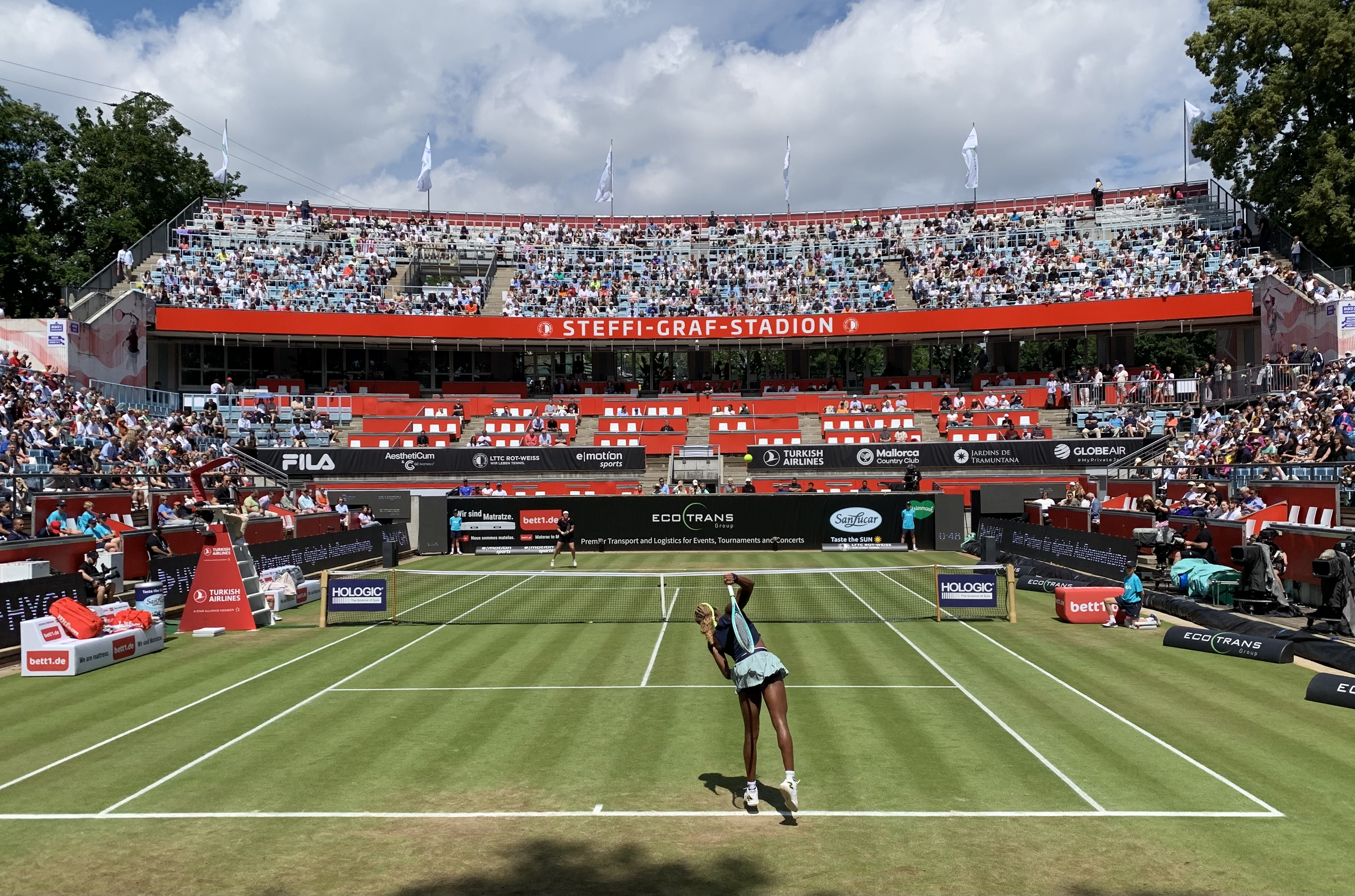
Ve čtvrtfinále podávající Gauffová proti Džabúrové

### Ženská dvouhra
- Jessica Pegulaová vs. Anna Kalinská, 6–7(0–7), 6–4, 7–6(7–3)

### Ženská čtyřhra
- Wang Sin-jü /  Čeng Saj-saj vs.  Čan Chao-čching / Veronika Kuděrmetovová, 6–2, 7–5